# Графиня Дора
«Графиня Дора» (хорв. Kontesa Dora) — хорватский художественный фильм, снятый режиссёром Звонимиром Берковичем в 1993 году. В фильме использована музыка Доры Пеячевич.

## Сюжет
Биографический фильм о Доре Пеячевич, хорватском композиторе, представительнице знатного старинного графского рода Пеячевичей, дочери бана Хорватии Теодора Пеячевича.
Артист кабаре из Загреба Карло Армано (Р. Шербеджия), человек, влюбленный в кино начала XX-го века и желающий преуспеть в нём, встречает композитора графиню Дору. Карло надеется, что в её семье сможет найти покровителя для реализации своей мечты. Вскоре у него с Дорой возникает взаимная любовь и устанавливаются интимные отношения. Карло решает навестить её родовое имение и познакомиться с друзьями и родственниками графини Доры, людьми из высшего круга, среди которых много выдающихся художников, искусствоведов и политиков. Несмотря на сословные различия, он надеется не только найти будущих покровителей, но и завоевать окончательно сердце Доры…

## В ролях
- Альма Прица — графиня Дора Пеячевич
- Раде Шербеджия — Карло Армано
- Ирина Алфёрова — Сидония Надгерни,
- Мустафа Надаревич — Туна, шофёр
- Реля Башич — Крсняви,
- Божидар Бобан — Гуго,
- Хелена Булян — Диди,
- Элиза Гернер — Газдарика,
- Иво Грегуревич — Максо Ванка ,
- Здравка Крстулович — Лила,
- Тонко Лонза — Теодор Пеяцевич,
- Ядранка Маткович — жена-истеричка

## Награды
- Зрительская награда «Золотые ворота Пулы» Пулского кинофестиваля (1993)
- «Большая золотая арена» Пулского кинофестиваля (1993) за лучший фильм, лучший сценарий, лучшую женскую роль и музыку
- Награда «Октавиан» за лучший фильм «Дней хорватского кино» (1994)